# Cefradina
La  cefradina  è un principio attivo che si utilizza contro infezioni da batteri Gram positivi e negativi.

## Indicazioni
Viene utilizzato anche nella profilassi chirurgica. Efficace contro molti batteri gram+ e gram- e relativamente resistente alla β-lattamasi. Possiede azione battericida e induce alla lisi del mucopeptide della parete cellulare.

## Controindicazioni
Sconsigliato in soggetti con insufficienza renale, da evitare in caso di gravidanza,  ipersensibilità nota a farmaci quali antibiotici betalattamici.

## Dosaggi
- (per via orale) 250–500 mg da somministrare ogni 6 ore
- (per iniezione intramuscolare - endovenosa) 0.5-1 g ogni 6 ore

## Effetti indesiderati
Fra gli effetti collaterali più frequenti si riscontrano diarrea, dolore addominale, orticaria, nausea, leucopenia, vomito, sindrome di Stevens-Johnson, trombocitopenia